# Tachypeza winthemi
Tachypeza winthemi är en tvåvingeart som beskrevs av Zetterstedt 1838. Tachypeza winthemi ingår i släktet Tachypeza och familjen puckeldansflugor. Arten är reproducerande i Sverige. Inga underarter finns listade i Catalogue of Life.